# Jürgen Schmude
Jürgen Dieter Paul Schmude, né le 9 juin 1936 à Insterbourg (Gau Ostpreußen, Allemagne) et mort le 3 février 2025, est un homme politique allemand. Il est membre du Parti social-démocrate d'Allemagne (SPD).
Il est ministre fédéral de l'Éducation entre 1978 et 1981, puis devient ministre fédéral de la Justice jusqu'en 1982. À la fin de son mandat, il cumule ce poste avec celui de ministre fédéral de l'Intérieur.

## Biographie
Jürgen Schmude obtient son Abitur en 1955, et entreprend des études supérieures de droit, de théâtrologie et de philologie allemande à l'université de Göttingen. Il les poursuit à Berlin, Bonn, et enfin Cologne, où il passe en 1961 son premier diplôme juridique d'État. Il décroche le second en 1966, et un doctorat deux ans plus tard.
En 1967, il devient avocat dans le cabinet dirigé par Gustav Heinemann. Il siège au conseil d'éthique allemand en 2005.

### Carrière politique
Jürgen Schmude adhère au Parti populaire pan-allemand (GVP) de Gustav Heinemann en 1952, puis au Parti social-démocrate d'Allemagne (SPD) en 1957. Sept ans plus tard, il est élu au conseil municipal de Moers.
En 1969, il devient député fédéral de Rhénanie-du-Nord-Westphalie au Bundestag et membre de l'assemblée de l'arrondissement de Wesel. Il démissionne de son mandat municipal en 1971, puis est nommé secrétaire d'État parlementaire du ministère fédéral de l'Intérieur en 1974. Il abandonne ce poste deux ans plus tard et est porté à la présidence du groupe de travail sur la politique étrangère et de sécurité du groupe SPD au Bundestag, qu'il occupe jusqu'en 1977. Le 16 février 1978, il est désigné ministre fédéral de l'Éducation et de la Science dans la coalition sociale-libérale d'Helmut Schmidt.
Presque trois ans plus tard, le 22 janvier 1981, Jürgen Schmude est choisi comme ministre fédéral de la Justice pour succéder à Hans-Jochen Vogel, devenu maire-gouverneur de Berlin-Ouest. À la suite du départ des libéraux de la coalition le 17 septembre 1982, il est nommé ministre fédéral de l'Intérieur, tout en gardant le portefeuille de la Justice, mais doit démissionner le 1er octobre suivant, du fait de la formation d'une coalition de centre-droit et du renversement du gouvernement.
Il continue de siéger au Bundestag jusqu'aux élections de 1994, auxquelles il ne se représente pas. Pendant cette période, il est vice-président du groupe SPD de 1984 à 1985.